# NGC 4463
NGC 4463 (również OCL 885 lub ESO 95-SC10) – gromada otwarta znajdująca się w gwiazdozbiorze Muchy. Odkrył ją John Herschel 2 maja 1835 roku. Jest położona w odległości ok. 3,4 tys. lat świetlnych od Słońca.